# Parafia św. Barbary w Staszowie
Parafia św. Barbary w Staszowie – parafia należy do diecezji sandomierskiej w dekanacie staszowskim w Staszowie.
Parafia została erygowana 1 kwietnia 1989 roku. Od 3 września 1990 trwa budowa nowego kościoła. Konsekracja świątyni nastąpiła w 2000 roku. Parafia posiada księgi parafialne od 1990 roku. Nabożeństwa oprócz kościoła parafialnego odprawiane są także w kaplicy szpitalnej.

## Patroni parafii
- Święta Barbara
- Święta Faustyna Kowalska
- Święta Joanna Beretta Molla

## Relikwie w posiadaniu parafii
- Świętej Faustyny Kowalskiej
- Świętej Joanny Beretty Molla
- Ziemia z Ziemi Świętej
- Kamień z Grobu Pana Jezusa